# Кортезе

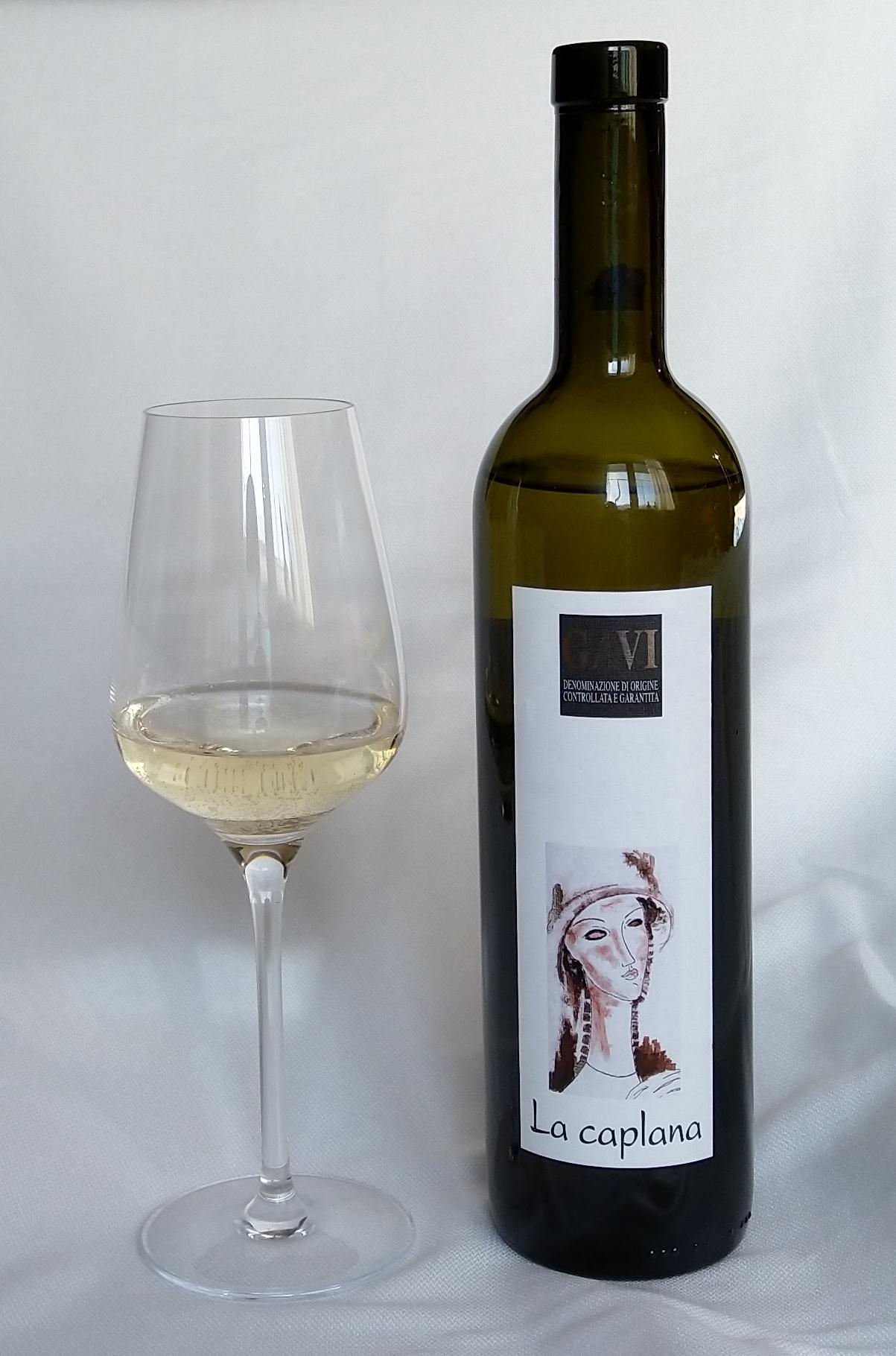
Вино Gavi DOCG з винограду кортезе

Кортезе (італ. Cortese) — італійський технічний сорт білого винограду з регіону П'ємонт. Виноград використовують для виробництва вина Гаві, яке вважають одним з кращих білих вин П'ємонту.

## Історія
Сорт має давню історію. Перші письмові згадки про нього датуються XVII сторіччям. 

## Розповсюдження
Кортезе вирощується переважно в південно-східних районах П'ємонту в провінціях Алессандрія і Асті. Виноградники цього сорту також можна знайти в регіонах Ломбардія, Венето та Базиліката.

## Характеристики сорту
Для отримання високоякісного врожаю кількість лоз, що висаджуються, а також врожайність, суворо регламентовані. Так, кількість висаджування нових лоз повинна становити від 3300 до 5000 кореневищ на гектар, а врожайність не повинна перевищувати 9,5 тонн на гектар, для вин італ. Riserva 6,5 тонн.
Лист — середній, п'ятикутний, п'ятилопатевий, темно-зелений з більш світлими прожилками. Гроно середнє або велике, конус-пірамідальне, з крилами у верхній частині. Ягода середня або велика, еліпсоїдальної форми. Шкірочка вкрита легким нальотом кутину, тонка, жовто-золотистого кольору, темніє під впливом сонця. Сорт характеризується гарною силою росту та високою постійною продуктивністю, адаптується до різних форм розведення й обрізки, від найбільш традиційних, як контршпалера (з обрізанням за методом фр. Guyot) до більш поширених сучасних форм..

## Характеристики вина
З кортезе виробляють як сухі, так і ігристі вина. Вино більш-менш інтенсивного жовто-солом'яного кольору. Має характерний, дуже делікатний аромат з нотами лайму, спецій та білих фруктів. Смак гармонійний, свіжий. Вино вживають зазвичай у перші три роки після збору врожаю.

## Виноробні зони
Кортезе використовують у наступних виноробних зонах. Регіон П'ємонт — італ. Cortese di Gavi DOCG, Colli Tortonesi DOC, Cortese dell'Alto Monferrato DOC, Monferrato DOC, Piemonte DOC. Регіон Венето: італ. Bianco di Custoza o Custoza DOC. Регіон Ломбардія — італ. Garda DOC, італ. Oltrepò Pavese DOC, італ. Provincia di Mantova IGT. Регіон Базиліката — італ. Basilicata IGT.